# David Meier (Musiker)
David Meier (* 14. Mai 1985 in Escholzmatt) ist ein Schweizer Jazz- und Improvisationsmusiker (Schlagzeug, Komposition).

## Leben und Wirken
Meier gehörte während der Ableistung seines Militärdienstes der Swiss Army Big Band an, mit der auch 2006 erste Aufnahmen entstanden (Swing pour un sourire). Er studierte an den Musikhochschulen Bern und Luzern bei Gerry Hemingway, Pierre Favre, Billy Brooks, Fabian Kuratli und Norbert Pfammatter. Dann absolvierte er das Nordic Master Program, wobei er je ein Semester in Helsinki, Stockholm, Arhus und Trondheim studierte.
Daneben arbeitete Meier in der Schweizer Jazzszene u. a. mit Oliver Tabeling (Walking Along the River), Pascal Galeone (Laikan) und der Jazzwerkstatt Bern. Mit Tobias Meier und Yves Theiler bildete Meier das Trio Things to Sounds, mit dem zwei Alben entstanden. Seit 2006 spielt er mit Andi Schnellmann (Bass) und Manuel Troller (Gitarre) im Trio Schnellertollermeier, das kompromisslos zwischen Neuer Musik, Minimal Music, Improvisation und Rockmusik changiert. Im Duo Ramon Landolt bewegt er sich im Grenzbereich zwischen elektronischer und akustischer Musik. Weiterhin arbeitete er in den Trios Zimmerlin-Stoffner-Meier und Meier-Hanes-Amberg sowie im Duo mit der Geigerin Anouck Genthon, im Trio Day and Taxi, ferner in den Formationen Equally Stupid und dem Trio Riot (mit Mette Rasmussen und Sam Andreae). Unter eigenem Namen legte er das Album David Meier's Hunter-Gatherer (Wide Ear, 2013) vor. Sein aktuelles Septett Hunter-Gatherer , zu dem auch Carl Ludwig Hübsch, Tizia Zimmermann und Elisabeth Coudoux gehören, interpretiert seine rhythmisch komplexen und melodisch eigenwilligen Kompositionen. Zudem spielt er Solokonzerte.
Im Bereich des Jazz war Meier zwischen 2006 und 2021 an 24 Aufnahmesessions beteiligt. Anfang 2019 spielte er den Vereinigten Staaten in einer Formation mit Jaimie Branch, Shayna Dulberger und Darius Jones.

## Diskographische Hinweise
- Things to Sounds: Transformations (Wide Ear, 2010)
- David Meier's Hunter-Gatherer (Wide Ear, 2013, mit Manuel Troller, Marc Méan, Silvan Jeger, Tobias Meier)
- Schnellertollermeier: X (Cuneiform Records, 2013)
- Day & Taxi: Artists (Percaso, 2013, mit Christoph Gallio, Silvan Jeger)
- Day & Taxi: Way (Percaso, 2016)
- Schnellertollermeier: Rights (Cuneiform, 2017)
- Equally Stupid: Escape from the Unhappy Society (Eclipse, 2017, mit Pauli Lyytinen, Sigurdur Rögnvaldsson)
- Schnellertollermeier: 5 (Cuneiform, 2020)
- Alfred Zimmerlin – Flo Stoffner – David Meier: Two Sides of the Moon (Wide Ear Records, 2022)
- Ernte: Ernte (Enja, 2024, mit Benjamin Weidekamp, Uli Kempendorff, Evi Filippou, Kaspar von Grünigen)[4]